# Lagărul de concentrare din Bălți

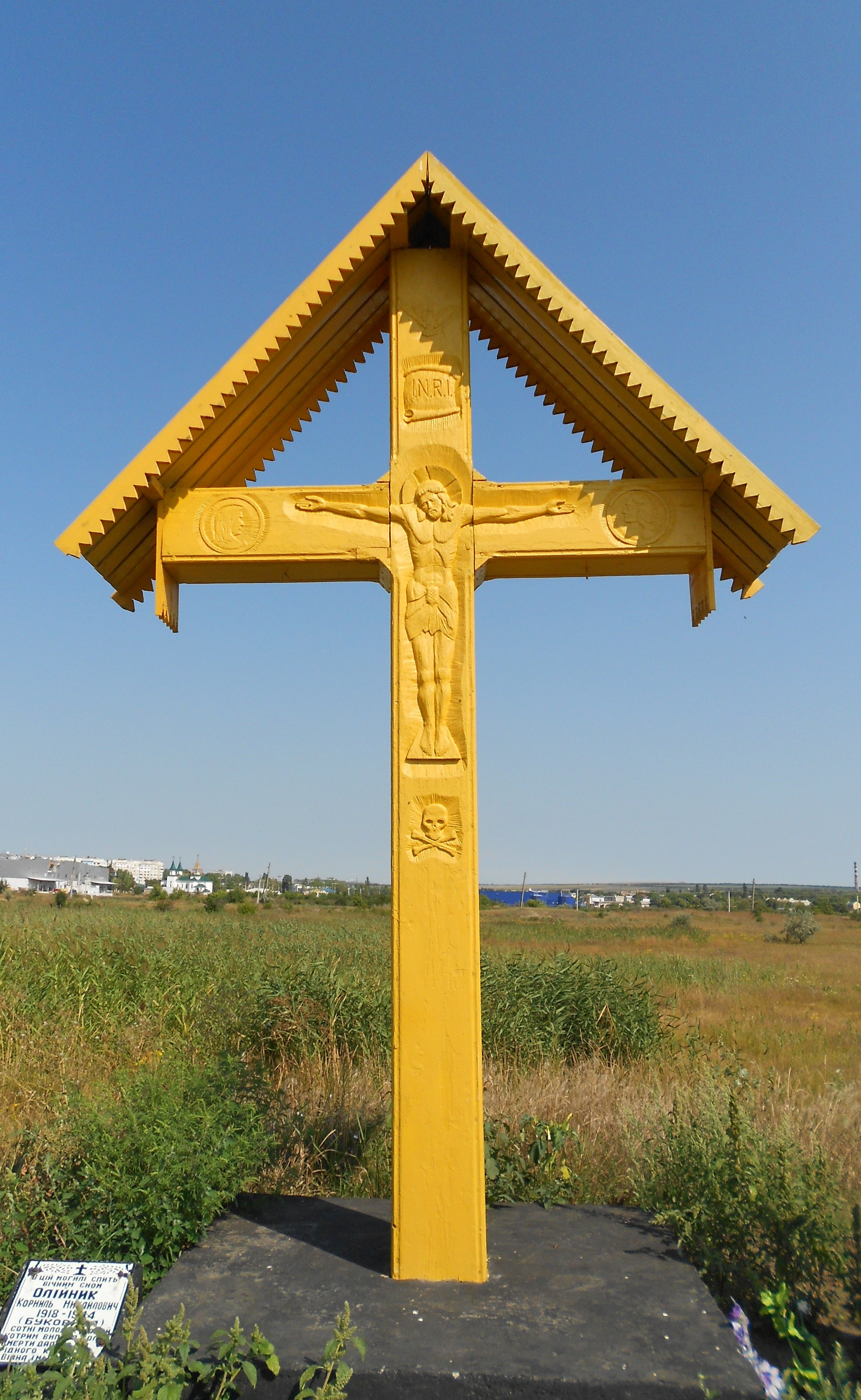
Troiţa înălțată pe locul unde au fost găsite osemintele deținuților

Lagărul de concentrare nr. 33 din Bălți a fost unul dintre cele mai mari lagăre ale armatei sovietice și a funcționat între 16 iunie și 10 octombrie 1944. Spațiul care avea să devină mai apoi închisoarea, loc unde s-au scris file negre de istorie, a fost amenajat la marginea orașului Bălți, într-o zonă mlăștinoasă din lunca râului Răut. Acest lagăr a fost martor la evenimente tragice și suferințe umane în timpul celui de-Al Doilea Război Mondial.

## Istoria
Lagărul de concentrare nr. 33 din Bălți, unul dintre cele mai mari ale armatei sovietice, a funcționat între 16 iunie și 10 octombrie 1944, fiind stabilit la marginea orașului Bălți într-o zonă mlăștinoasă de-a lungul râului Răut. În acest loc, victimele lagărului prizonierilor de război din perioada celui de-al Doilea Război Mondial au fost comemorate într-o ceremonie cu participarea autorităților locale, invitați din România și comunitatea locală, care au adus un omagiu victimelor regimului NKVD.
Episcopul Antonie al Mitropoliei Basarabiei a subliniat importanța acestei părți tragice a istoriei, care include deportări, foamete și colectivizare, cauzând suferință acestui pământ. Vera Albu, fiica unui prizonier, își amintește ororile povestite de tatăl ei despre lagărul de concentrare, inclusiv mărturisiri despre consumul de cenușă umană pentru a opri scurgerile de sânge. Consilierul municipal Sergiu Burlacu a subliniat necesitatea aducerii adevărului la lumină și condamnarea tiraniilor lui Hitler și Stalin care au distrus neamuri și familii.
Lagărul de concentrare nr. 33 din Bălți a găzduit peste 50 de mii de închiși, dintre care aproximativ 10 mii au pierit în condiții inumane. Societatea civilă, cu sprijinul autorităților locale, intenționează să ridice un monument în memoria acestor victime ale regimului stalinist. Rudele victimelor care au participat la slujba de comemorare au împărtășit povești cutremurătoare, iar istoricii susțin că cei mai mulți prizonieri erau ostași români. Astfel, se dorește să se aducă o omagiere adecvată celor uciși în acest lagăr din Bălți.